# Eumantispa lombokensis
Eumantispa lombokensis är en insektsart som beskrevs av Eduard Handschin 1961. Eumantispa lombokensis ingår i släktet Eumantispa och familjen fångsländor. Inga underarter finns listade i Catalogue of Life.